# Спідниця (український стрій)
Спідниця — зшитий жіночий поясний одяг. Спідниці носили на усій території України. Спідниці були найчастіше синього, зеленого, червоного, бурого та білого кольору. Спідниці дівчат червоні або сині внизу прикрашалися галунами золотистого або сріблистого кольору.
«Юнону взяв великий жах!
Впрягла в ґринджолята павичку,
Сховала під кибалку мичку,
Щоб не світилася коса:
Взяла спідницю і шнурівку…»
Іван Котляревський «Енеїда»: «Дідона рано ісхопилась,
пила з похмілля сирівець;
А після гарно нарядилась: Якби в аренду на танець.
Взяла кораблик бархатовий,
Спідницю і корсет шовковий
І зачепила ланцюжок;
Червоні чоботи обула,
Тай і запаски не забула,
А в руки з вибійки платок.»
Іван Котляревський «Енеїда»

Назви спідниць та спосіб їх носіння відрізнялися у різних місцевостях. Так спідниці тканні в поздовжні смуги синього кольору
(пізніше з набойки) називалися димками і носилися на Поділлі, в центральній Україні, Галиччині, Бойківщині. На Поліссі носили андараки (сукні) — спідниці тканні в поперечні смужки червоних барв. На Гуцульщині носили червоні або сині спідниці, які називали — сукнями. На Волині носили — літники подібні на андараки. На Харківщині та Вороніжчині спідниці того самого крою називали шарафанками. На Лівобережжі носили спідниці з темної набойки в дрібні квіточки і пришивали до них внизу вузьку оксамитову стрічку. На Лемківщині носили спідниці з багатьма складками — фарбан. Не носили спідниці лише в Буковинні.
До спідниці носили білі фартухи, які могли бути оздобленні лиштвою або кольоровим вишиттям.
Спідниці носили жінки усіх суспільних верств населення.

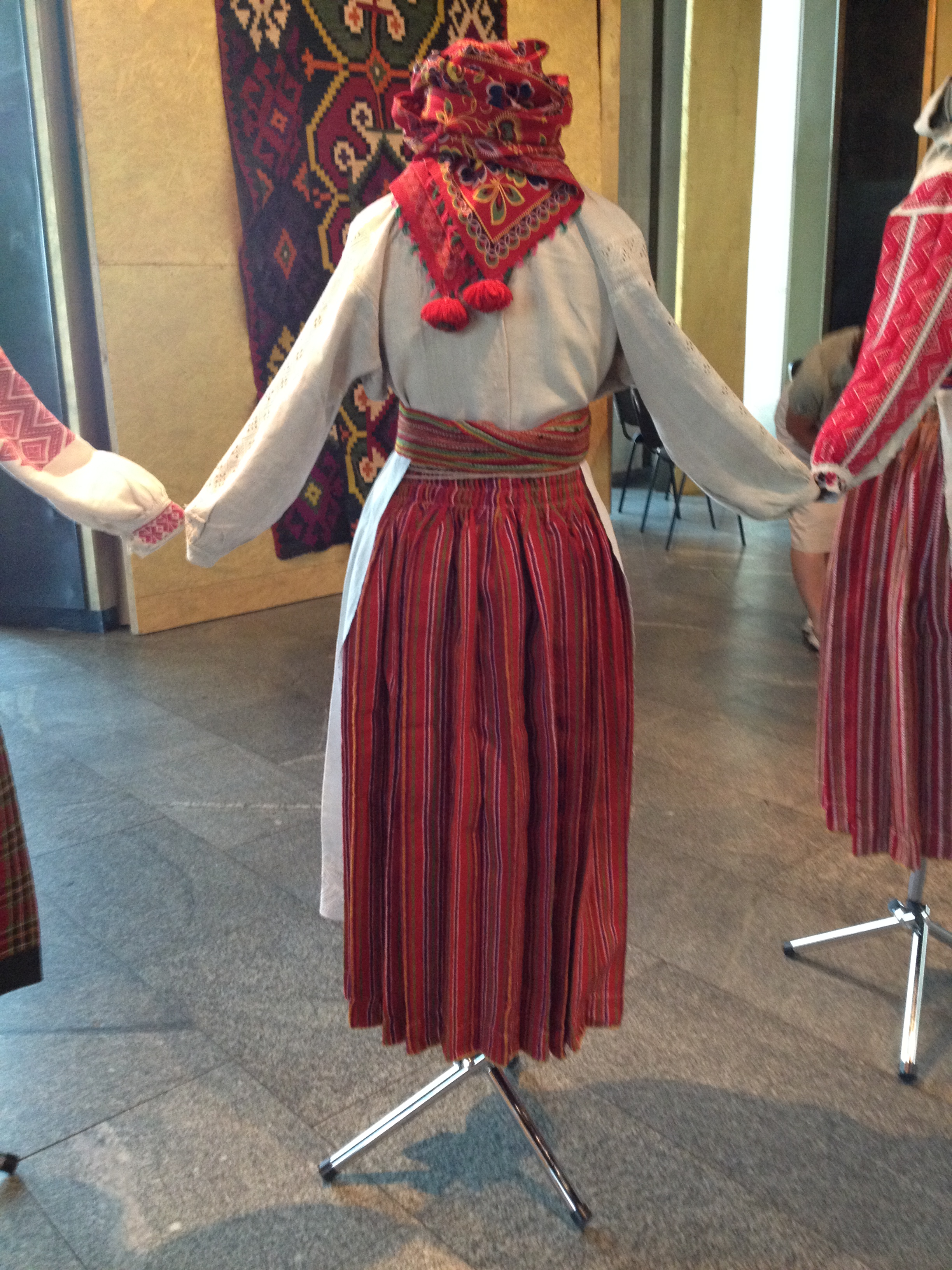
Літник. Полісся.
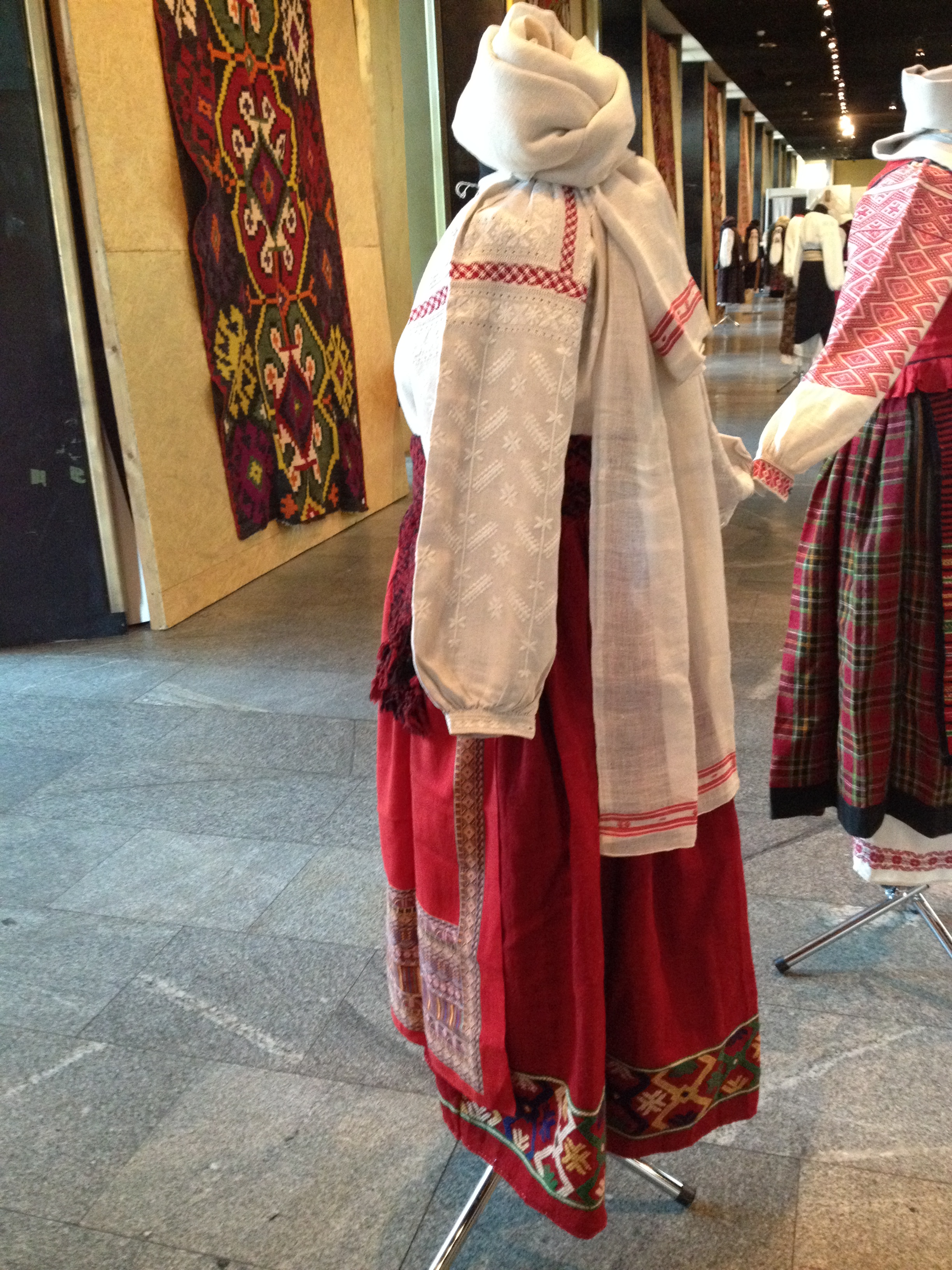
Андарак. Полісся.
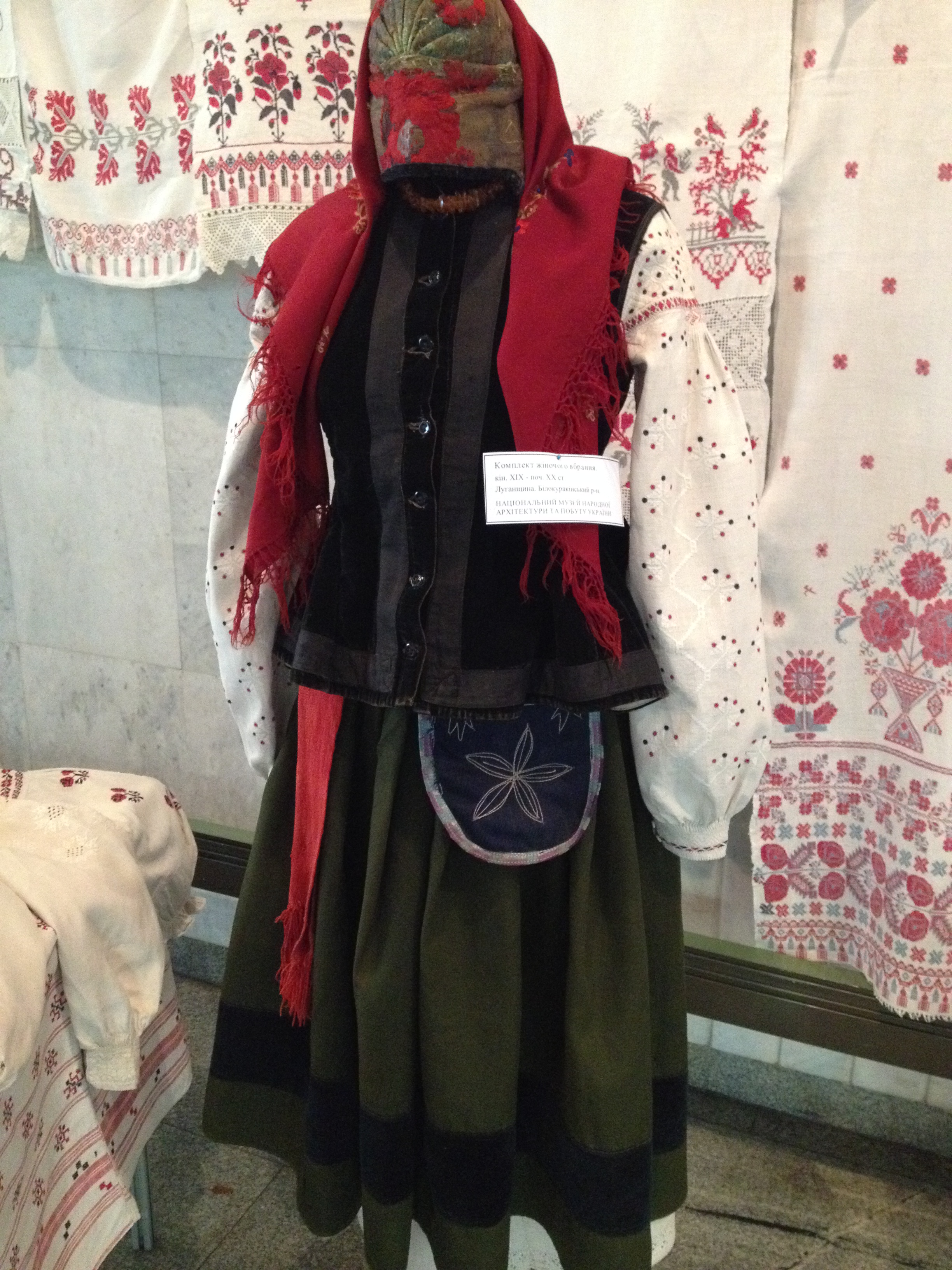
Луганщина
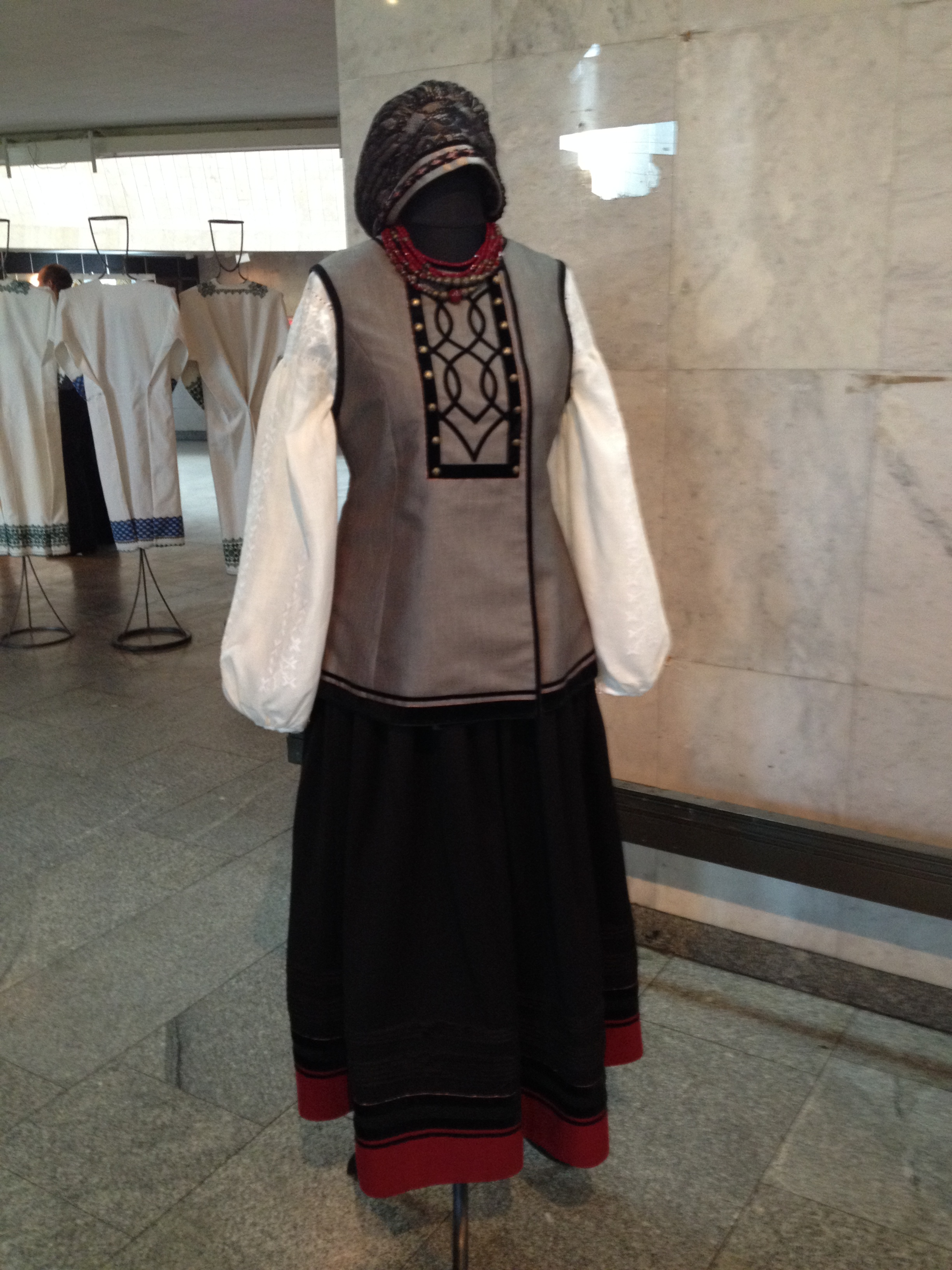
Полтавський стрій
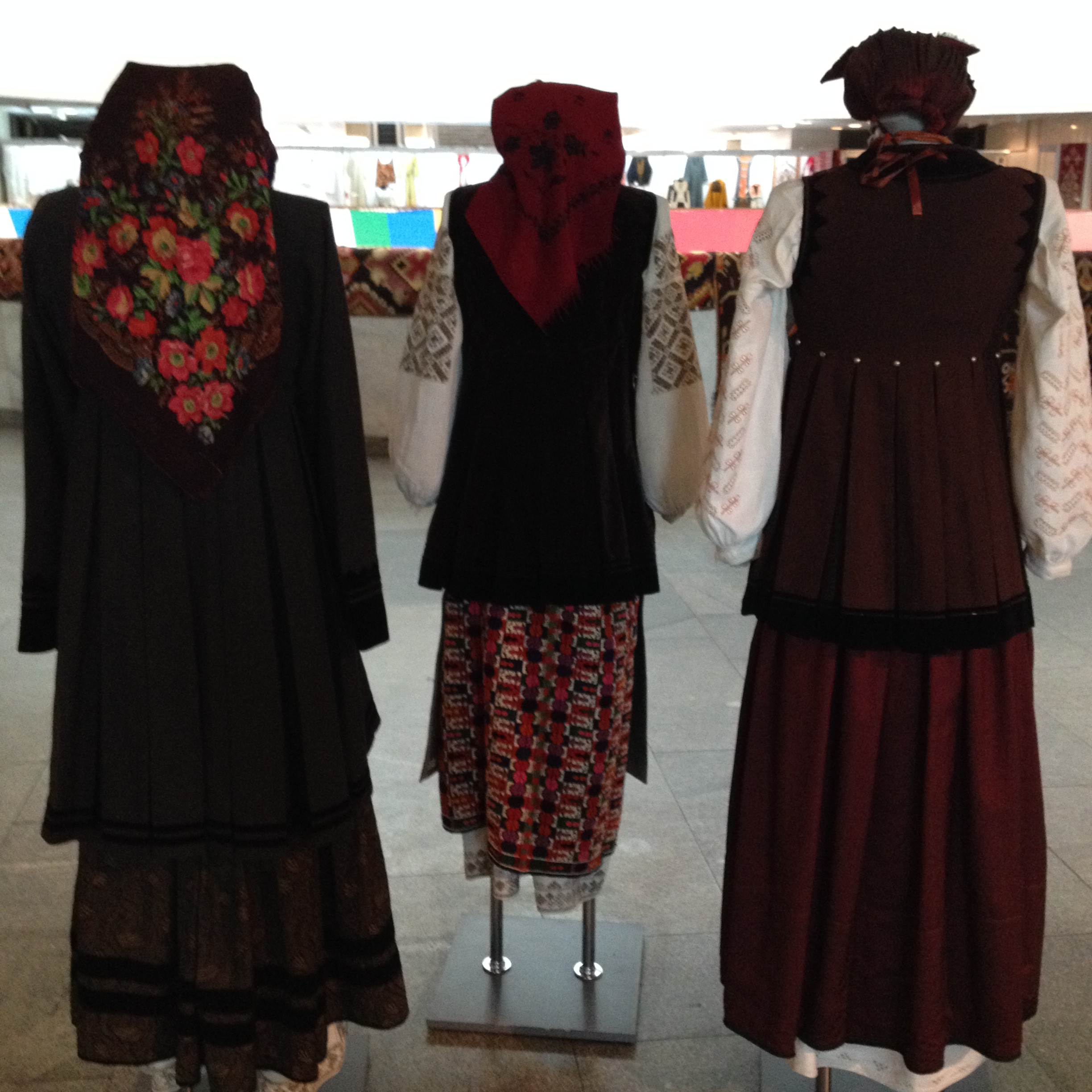
Полтавський стрій
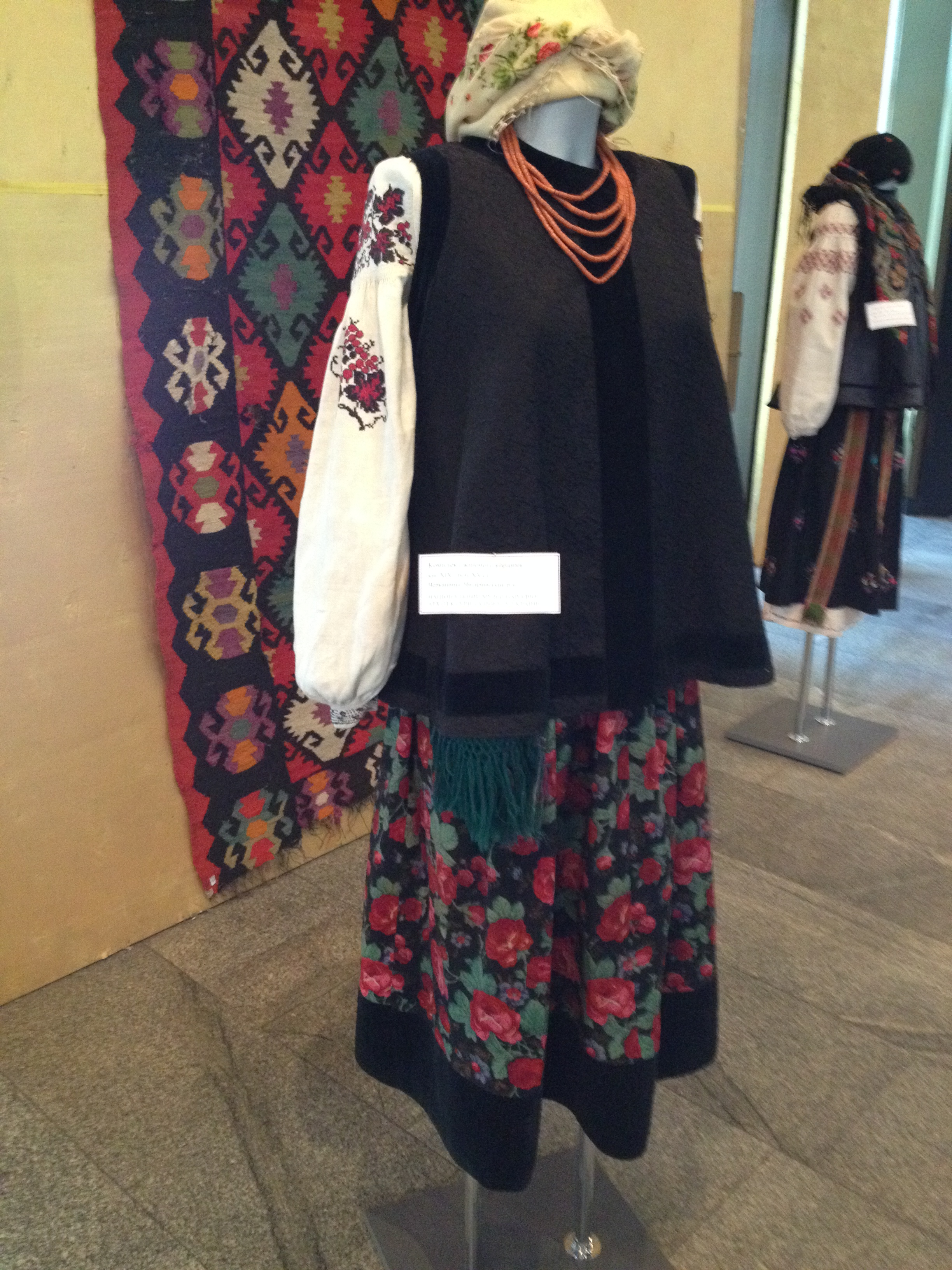
Черкаський стрій
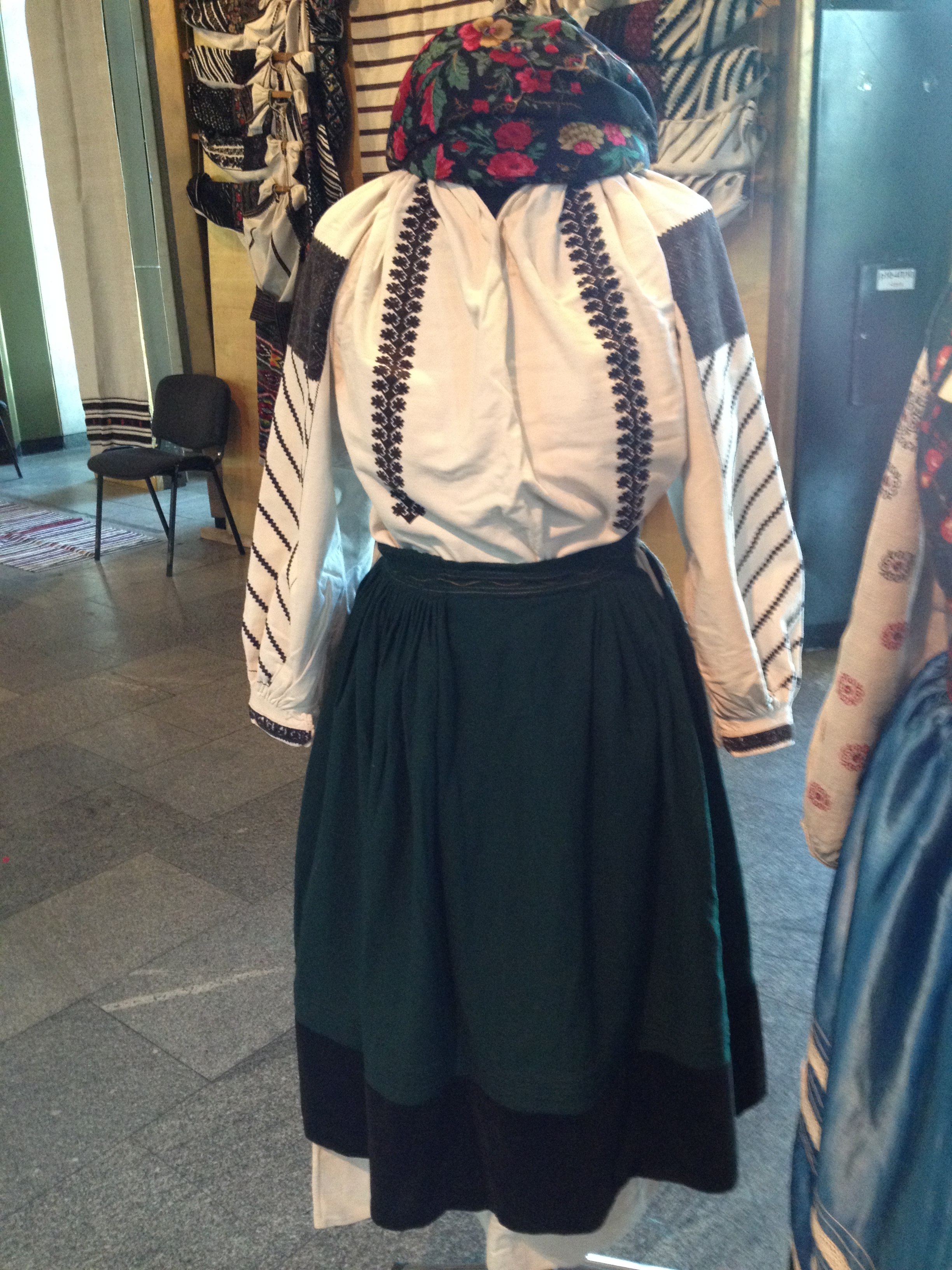
Подільський стрій
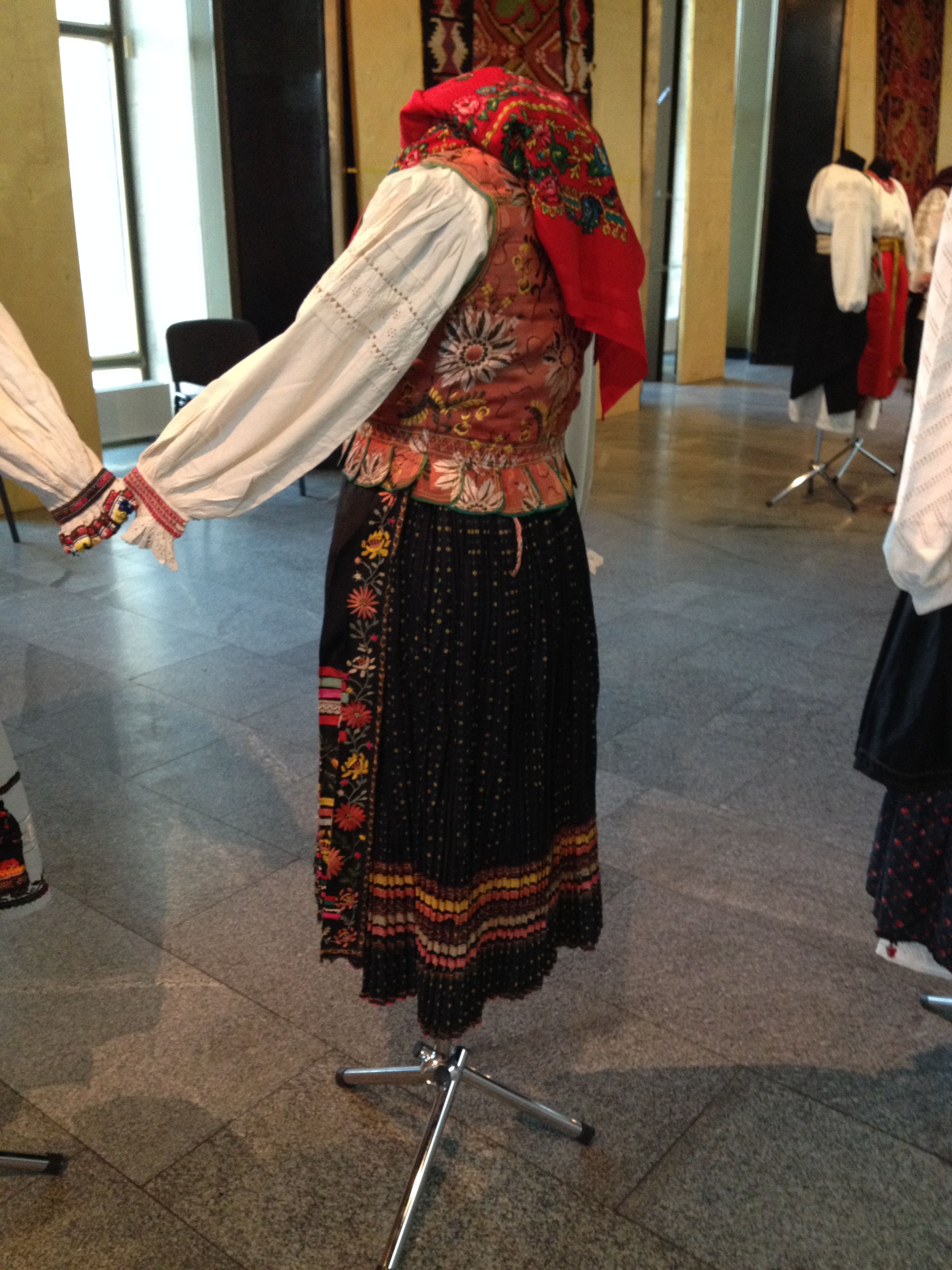
Лемківський стрій

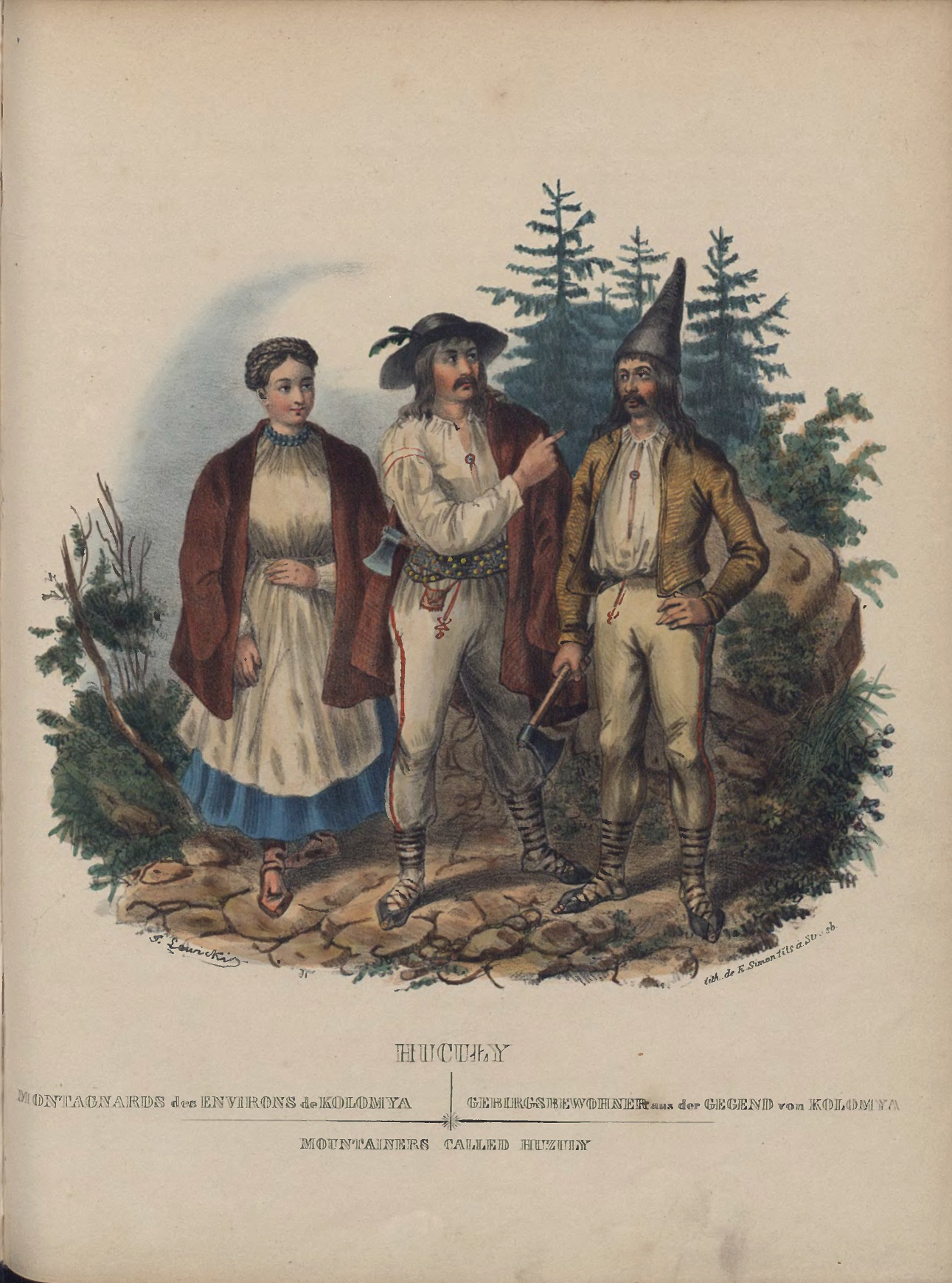
Гуцули (1841)
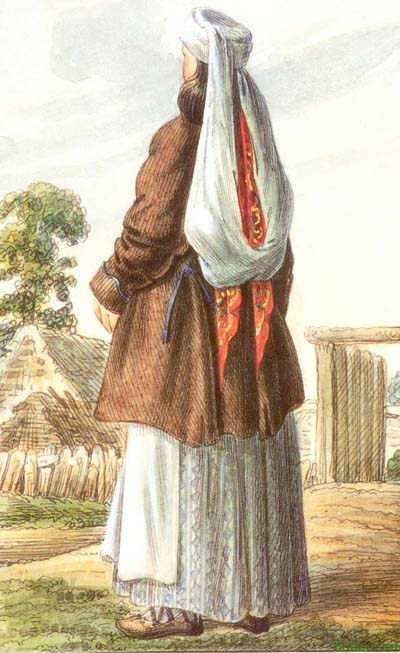
Бойківська спідниця
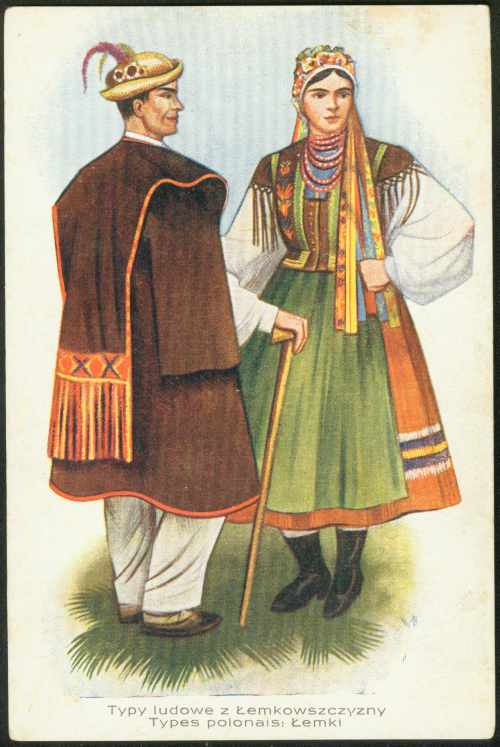
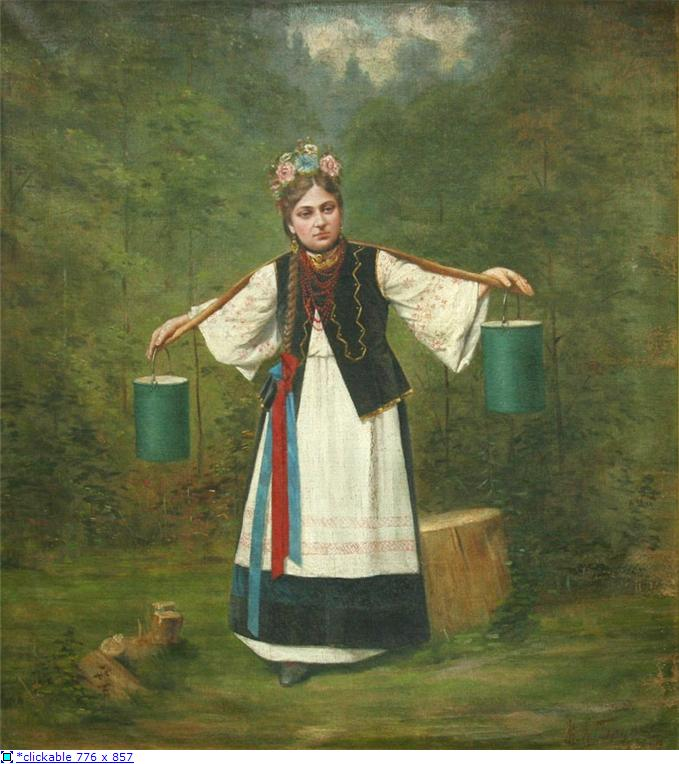
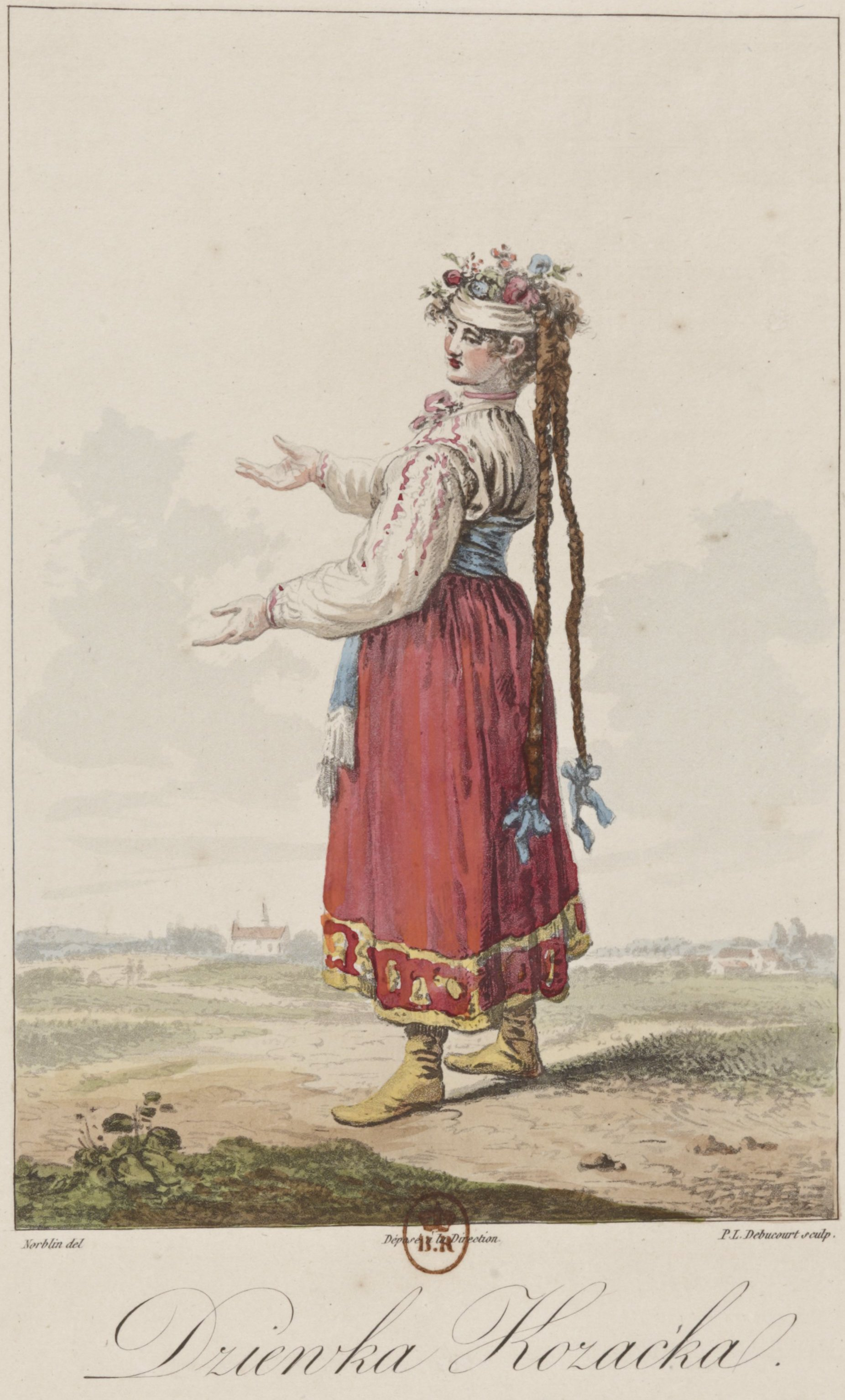
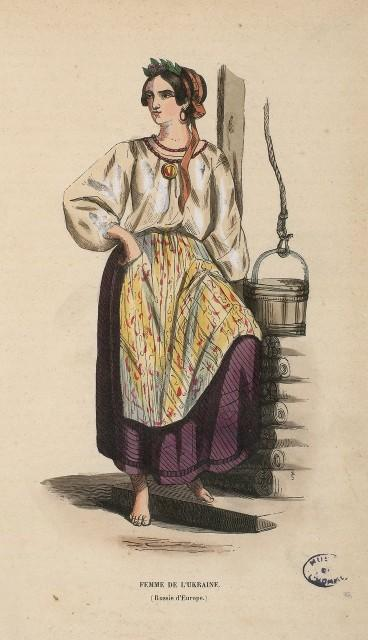
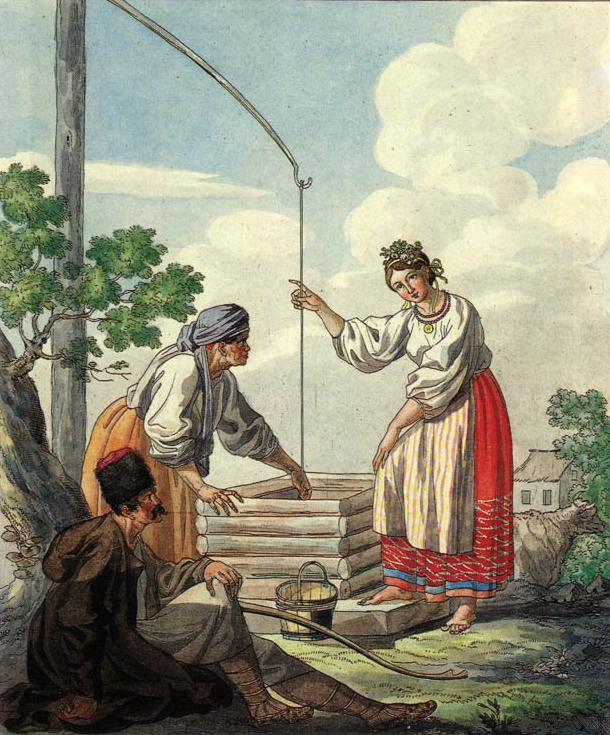
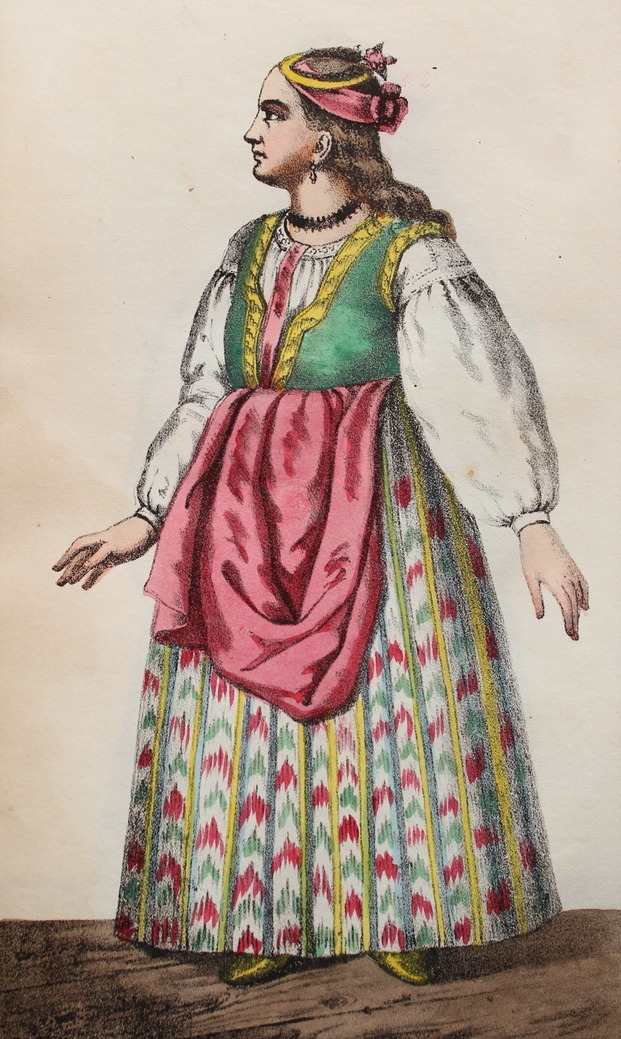
Димка
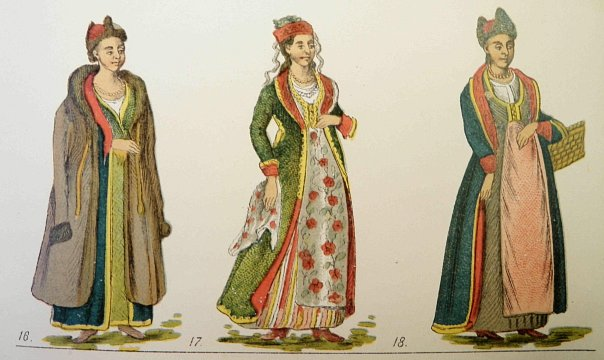
Спідниці з «шнуровицями»